# Beklierde duizendknoop
Beklierde duizendknoop (Persicaria lapathifolia, basioniem: Polygonum lapathifolium), knopige duizendknoop of bleek knoopkruid een plantensoort uit de duizendknoopfamilie (Polygonaceae).
Synoniemenen die in de literatuur voorkomen, zijn onder andere:
- Persicaria incarnata (Elliott) Small
- Persicaria tomentosa (Schrank) E.P.Bicknell
- Polygonum incarnatum Elliott
- Polygonum incanum F.W.Schmidt
- Polygonum nodosum Pers.
- Polygonum oneillii Brenckle
- Polygonum pallidum With.
- Polygonum pensylvanicum L. subsp. oneillii (Brenckle) Hultén
- Polygonum scabrum Moench
- Polygonum tomentosum Schrank

## Determinatie
Beklierde duizendknoop is een eenjarige, kruidachtige plant die een hoogte bereikt van 0,1–1,2 m. Ze wortelt vaak aan de onderste knopen. De bladeren zijn 2,5–9 cm lang, groen, lancetvormig en gaafrandig met soms in het midden een donkere vlek. Op de onderkant van het blad zitten ronde, gele kliertjes, waaraan de plant haar naam te danken heeft. Op de stelen van de bloeiwijze zitten geen klieren. De stengelomvattende, vliezige steunblaadjes zijn vergroeid tot een tuitje. De plant bloeit van juni tot in oktober. De witte, groenachtige of roze bloemhoofdjes zijn in schijnaren gerangschikt. De vrucht is een dopvrucht.

### Gelijkende taxa
Beklierde duizendknoop lijkt veel op perzikkruid (Persicaria maculosa), maar onderscheidt zich door de hangende schijnaren en kliertjes op de onderkant van de bladeren.

## Ondersoorten
Van beklierde duizendknoop worden veel ondersoorten onderscheiden. In Nederland komen de onderstaande ondersoorten voor.
- oeverduizendknoop (Persicaria lapathifolia subsp. brittingeri)
- beklierde duizendknoop s.s. (Persicaria lapathifolia)
- groenige duizendknoop (Persicaria lapathifolia subsp. mesomorpha)
- viltige duizendknoop (Persicaria lapathifolia subsp. pallida)

## Ecologie
Beklierde duizendknoop is een pioniersoort. Ze komt voor op vochtige tot natte, eutrofe, doorgaans open en verstoorde standplaatsen in de volle zon. Karakteristieke standplaatsen zijn droogvallende oevers, vochtige plekken op akkerland, braakliggende gronden en geschoffelde plantsoenen.
De soort is een waardplant voor de zuringuil, gamma-uil, geoogde w-uil, groente-uil, erwtenuil, duizendknoopboegsprietmot, oranje o-vlinder en meldevlinder.

## Verspreiding
Het natuurlijke verspreidingsgebied van beklierde duizendknoop strekt zich uit over Eurazië en Noord-Afrika. In Nederland is de soort zeer algemeen.

## Volksnaam
Een andere triviale naam is 'witte smerte'.

## Fotogalerij

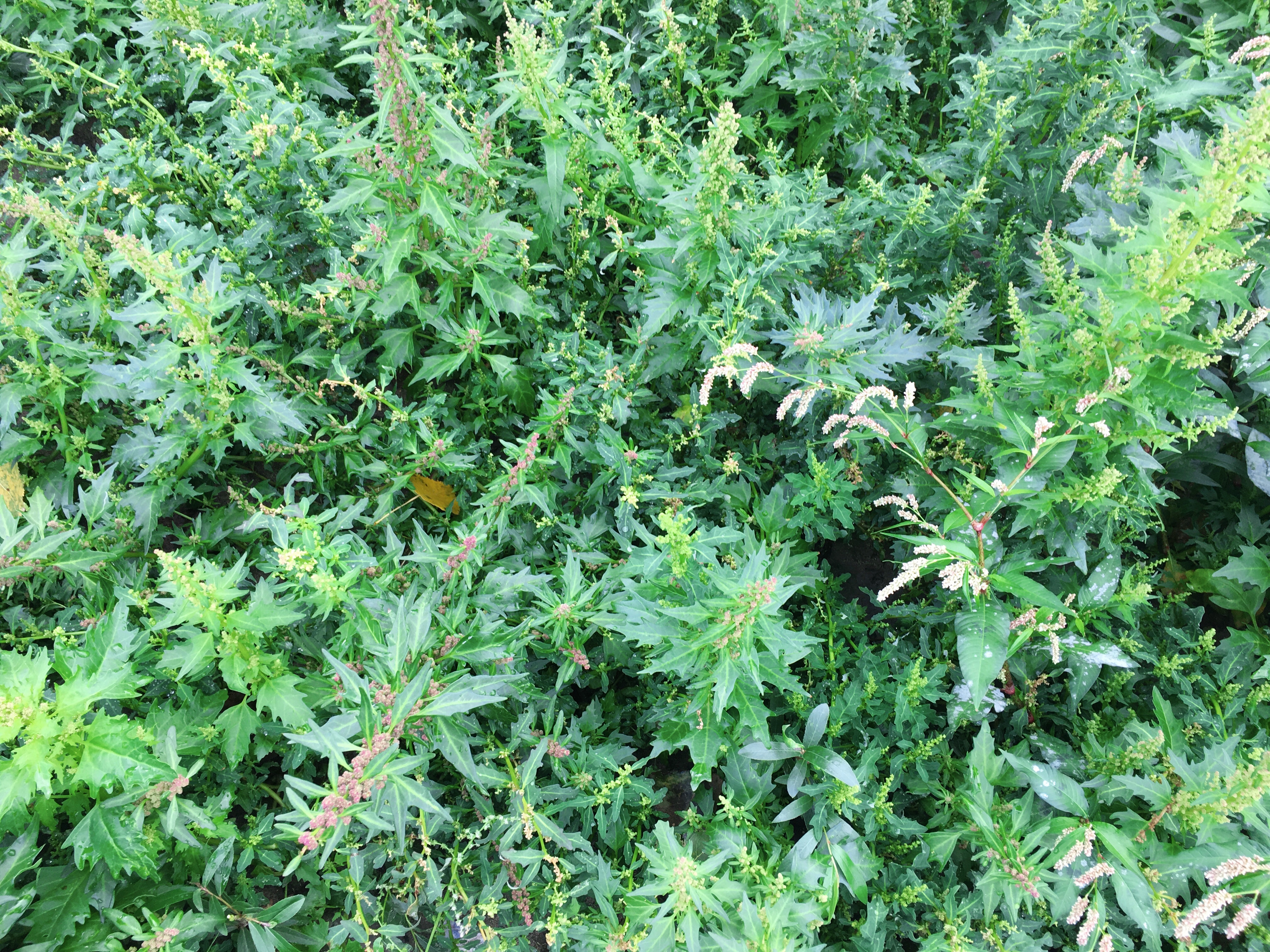
Beklierde duizendknoop in de associatie van ganzenvoeten en beklierde duizendknoop.